# 梅特梅克河
51°19′32.73″N 8°01′51.48″E / 51.3257583°N 8.0309667°E

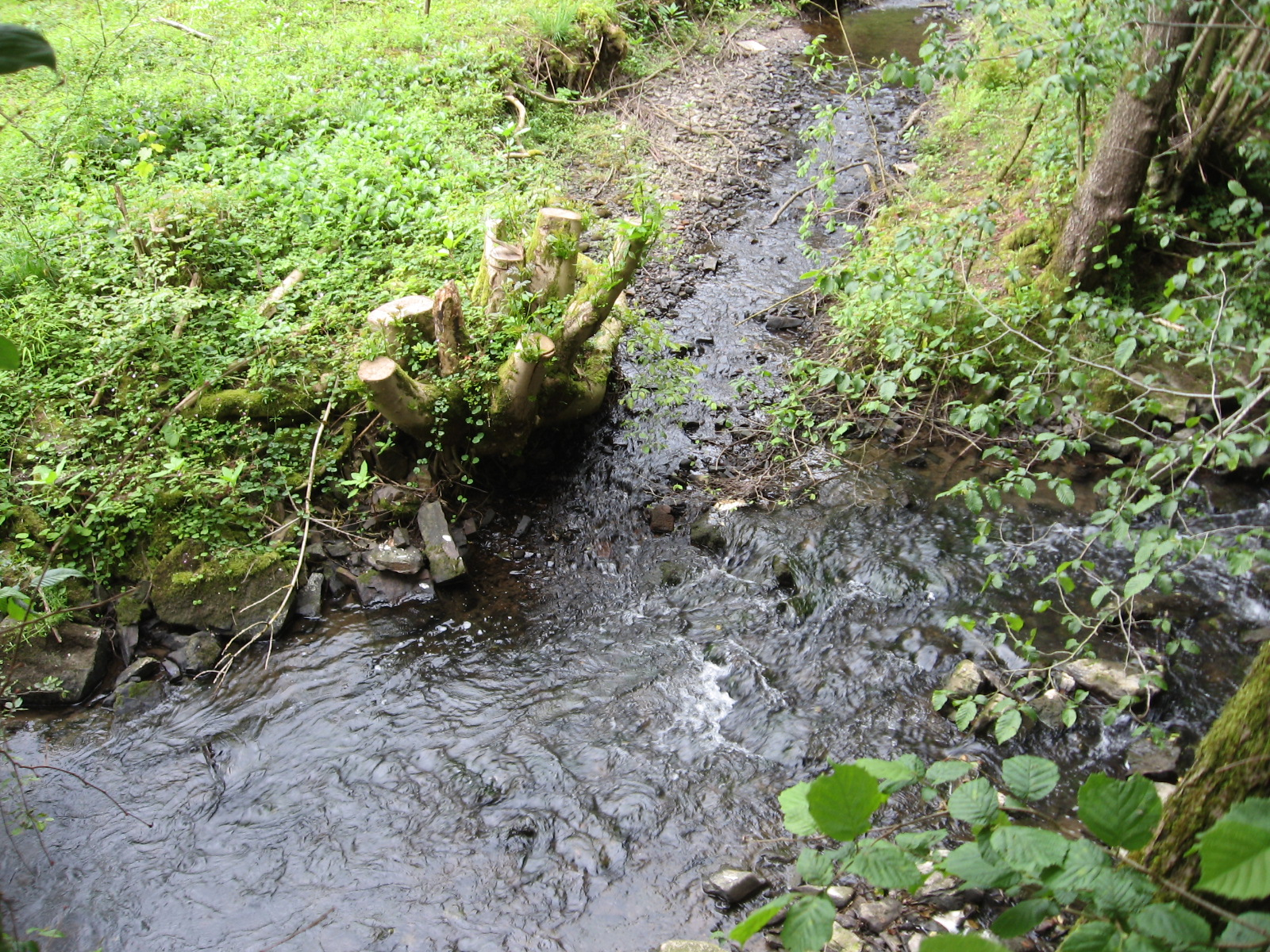
梅特梅克河

梅特梅克河（德語：Mettmecke），是德國的河流，位於該國西部，處於北萊茵-威斯特法倫州，屬於林內佩河的右支流，河道全長4.8公里，發源地海拔高度480米。